# Candé
Candé és un municipi francès situat al departament de Maine i Loira i a la regió de País del Loira. L'any 2007 tenia 2.761 habitants.

## Demografia

### Població
El 2007 la població de fet de Candé era de 2.761 persones. Hi havia 1.153 famílies de les quals 414 eren unipersonals (180 homes vivint sols i 234 dones vivint soles), 371 parelles sense fills, 311 parelles amb fills i 57 famílies monoparentals amb fills.
La població ha evolucionat segons el següent gràfic:
Habitants censats

### Habitatges
El 2007 hi havia 1.314 habitatges, 1.165 eren l'habitatge principal de la família, 29 eren segones residències i 120 estaven desocupats. 1.056 eren cases i 252 eren apartaments. Dels 1.165 habitatges principals, 685 estaven ocupats pels seus propietaris, 470 estaven llogats i ocupats pels llogaters i 10 estaven cedits a títol gratuït; 14 tenien una cambra, 115 en tenien dues, 225 en tenien tres, 299 en tenien quatre i 512 en tenien cinc o més. 751 habitatges disposaven pel capbaix d'una plaça de pàrquing. A 562 habitatges hi havia un automòbil i a 368 n'hi havia dos o més.

### Piràmide de població
La piràmide de població per edats i sexe el 2009 era:
| Homes | Edats   | Dones |
| ----- | ------- | ----- |
| 5     | 95 o +  | 14    |
| 9     | 90 a 94 | 26    |
| 29    | 85 a 89 | 57    |
| 31    | 80 a 84 | 31    |
| 56    | 75 a 79 | 98    |
| 74    | 70 a 74 | 83    |
| 65    | 65 a 69 | 67    |
| 64    | 60 a 64 | 78    |
| 48    | 55 a 59 | 55    |
| 87    | 50 a 54 | 78    |
| 73    | 45 a 49 | 84    |
| 77    | 40 a 44 | 69    |
| 84    | 35 a 39 | 77    |
| 87    | 30 a 34 | 93    |
| 89    | 25 a 29 | 89    |
| 70    | 20 a 24 | 62    |
| 88    | 15 a 19 | 75    |
| 67    | 10 a 14 | 89    |
| 74    | 5 a 9   | 65    |
| 69    | 0 a 4   | 57    |

## Economia
El 2007 la població en edat de treballar era de 1.575 persones, 1.156 eren actives i 419 eren inactives. De les 1.156 persones actives 1.036 estaven ocupades (577 homes i 459 dones) i 120 estaven aturades (48 homes i 72 dones). De les 419 persones inactives 148 estaven jubilades, 128 estaven estudiant i 143 estaven classificades com a «altres inactius».

### Ingressos
El 2009 a Candé hi havia 1.210 unitats fiscals que integraven 2.821 persones, la mediana anual d'ingressos fiscals per persona era de 14.989 €.

### Activitats econòmiques
Dels 165 establiments que hi havia el 2007, 3 eren d'empreses alimentàries, 2 d'empreses de fabricació de material elèctric, 8 d'empreses de fabricació d'altres productes industrials, 19 d'empreses de construcció, 39 d'empreses de comerç i reparació d'automòbils, 4 d'empreses de transport, 12 d'empreses d'hostatgeria i restauració, 2 d'empreses d'informació i comunicació, 17 d'empreses financeres, 4 d'empreses immobiliàries, 23 d'empreses de serveis, 23 d'entitats de l'administració pública i 9 d'empreses classificades com a «altres activitats de serveis».
Dels 51 establiments de servei als particulars que hi havia el 2009, 1 era una oficina d'administració d'Hisenda pública, 1 gendarmeria, 1 oficina de correu, 6 oficines bancàries, 3 tallers de reparació d'automòbils i de material agrícola, 1 taller d'inspecció tècnica de vehicles, 2 autoescoles, 2 guixaires pintors, 5 fusteries, 5 lampisteries, 4 electricistes, 5 perruqueries, 3 veterinaris, 1 agència de treball temporal, 6 restaurants, 4 agències immobiliàries i 1 saló de bellesa.
Dels 19 establiments comercials que hi havia el 2009, 2 eren supermercats, 1 una botiga de menys de 120 m², 2 fleques, 1 una carnisseria, 1 una peixateria, 1 una llibreria, 1 una botiga de roba, 1 una botiga d'equipament de la llar, 1 una sabateria, 2 botigues d'electrodomèstics, 1 una botiga de mobles, 1 una botiga de material esportiu, 1 un drogueria, 1 una joieria i 2 floristeries.
L'any 2000 a Candé hi havia 12 explotacions agrícoles que ocupaven un total de 208 hectàrees.

## Equipaments sanitaris i escolars
El 2009 hi havia 1 hospital de tractaments de curta durada, 1 hospital de tractaments de mitja durada (seguiment i rehabilitació), 2 farmàcies i 1 ambulància.
El 2009 hi havia 1 escola maternal i 2 escoles elementals. Candé disposava d'un col·legi d'educació secundària amb 315 alumnes.

## Poblacions més properes
El següent diagrama mostra les poblacions més properes.